# Anosowskaja
Anosowskaja (ros. Аносовская) – wieś w Rosji, w rejonie tarnoskim obwodu wołogodzkiego. W 2010 r. liczyła 10 mieszkańców.